# Asociația de Fotbal a Cehiei
Asociația de Fotbal a Cehiei (cehă Fotbalová asociace České republiky; FAČR) este forul conducător al fotbalului în Cehia. A fost fondată în  1901. Între 1922 și 1993, în timpul existenței Cehoslovaciei, asociația se numea „Asociația de Fotbal a Cehoslovaciei”, și era reprezentată la nivel internațional de  echipa națională de fotbal a Cehoslovaciei.